# 郭桂
郭桂（1458年—1516年），字時芳，陝西西安府咸寧縣鮑陂里人，軍籍，明朝政治人物。

## 生平
成化十九年（1483年）癸卯科陝西鄉試第十六名舉人，弘治三年（1490年）中式庚戌科會試第一百八十九名，三甲第三十四名進士。授安丘縣知縣，改湖州府通判，升泰州知州，改鎮江府同知，升開封府知府，赴任旬日，丁父母憂，服闋，正德六年（1511年）起為平陽府知府，十年（1515年）三月升山西布政使司右參政、分巡冀北，十一年（1516年）七月卒於官。

## 家族
曾祖郭恒，知縣；祖父郭琮；父郭鐛。母楊氏。具慶下。弟郭槐、郭榴、郭梅。